# Decticita yosemite
Decticita yosemite är en insektsart som beskrevs av Rentz, D.C.F. och Birchim 1968. Decticita yosemite ingår i släktet Decticita och familjen vårtbitare. Inga underarter finns listade i Catalogue of Life.